# Temnopis latifascia
Temnopis latifascia är en skalbaggsart som beskrevs av Martins och Monné 1975. Temnopis latifascia ingår i släktet Temnopis och familjen långhorningar.
Artens utbredningsområde är Paraguay. Inga underarter finns listade i Catalogue of Life.